# Var (rzeka)
Var – rzeka w południowo-wschodniej Francji, ma 113,8 km długości. Wypływa z Alp Nadmorskich, przepływa przez departamenty Alpy Nadmorskie i Alpy Górnej Prowansji. Uchodzi do Morza Śródziemnego niedaleko Nicei oraz Saint-Laurent-du-Var.